# Lista siturilor arheologice din județul Brăila - B
Lista siturilor arheologice din județul Brăila - B conține toate siturile arheologice din județul Brăila înscrise în Repertoriul Arheologic Național (RAN) și aflate în localități al căror nume începe cu litera B. RAN este administrat de Ministerul Culturii și Patrimoniului Național și cuprinde date științifice, cartografice, topografice, imagini și planuri, precum și orice alte informații privitoare la zonele cu potențial arheologic, studiate sau nu, încă existente sau dispărute.
Puteți căuta un sit din localitățile care încep cu litera B folosind formularul de mai jos sau puteți naviga prin toate siturile din județ la Lista siturilor arheologice din județul Brăila.
| Cod RAN                                  | Denumire | Localitate                            | Adresă                                                            | Datare                             | Descoperit | Coordonate                                    | Imagine           | Erori            |
| ---------------------------------------- | --- | ------------------------------------- | ----------------------------------------------------------------- | ---------------------------------- | ---------- | --------------------------------------------- | ----------------- | ---------------- |
| 42691.06.01                              | Necropola medievală de la Brăila - "cartier Biserica Veche" / ansamblu Necropola creștină nr. 4 (Categorie: descoperire funerară) (Tip: Necropolă)         | municipiul Brăila                     | str. Logofăt Tăutu nr. 3, punct Cartierul Biserica Veche          | sec.XVIII-XIX                      |            | 45°16′10″N 27°58′34″E / 45.26944°N 27.97611°E | Încărcați imagine | Raportați eroare |
| 42833.01.01                              | Tumulul de la Bărăganul - "Movila Ivănuș" / ansamblu anonim (Categorie: descoperire funerară) (Tip: Tumul)                                                 | sat Bărăganul, comuna Bărăganul       | Movila Ivănuș                                                     |                                    |            |                                               | Încărcați imagine | Raportați eroare |
| 42922.02.01                              | Tumulul de la Bordei Verde - "Movila Caprei" / ansamblu anonim (Categorie: descoperire funerară) (Tip: Tumul)                                              | sat Bordei Verde, comuna Bordei Verde | Movila Caprei                                                     |                                    |            |                                               | Încărcați imagine | Raportați eroare |
| 43359.01.01                              | Tumulul de la Berlești - "Movila 11/33,633" / ansamblu anonim (Categorie: descoperire funerară) (Tip: Tumul)                                               | sat Berlești, oraș Ianca              | Movila 11/33,633                                                  |                                    |            |                                               | Încărcați imagine | Raportați eroare |
| 42922.01.01                              | Tumulul de la Bordei Verde - "Movila Cerbul" / ansamblu anonim (Categorie: descoperire funerară) (Tip: Tumul)                                              | sat Bordei Verde, comuna Bordei Verde | Movila Cerbul                                                     |                                    |            |                                               | Încărcați imagine | Raportați eroare |
| 42691.05.01                              | Tumulul de la Brăila - "Movila cu Pisică" / ansamblu anonim (Categorie: descoperire funerară) (Tip: Tumul)                                                 | municipiul Brăila                     | Movila cu Pisică                                                  |                                    |            |                                               | Încărcați imagine | Raportați eroare |
| 42691.04.01                              | Situl arheologic de la Brăila - "Orașul Vechi" / ansamblu Vatra medievală a orașului Brăila (Categorie: locuire civilă) (Tip: Așezare urbană)              | municipiul Brăila                     | Str. Logofăt Tăutu nr. 2, 5-7, Malului nr. 29, punct Orașul Vechi |                                    |            |                                               | Încărcați imagine | Raportați eroare |
| 42691.04.02                              | Situl arheologic de la Brăila - "Orașul Vechi" / ansamblu anonim (Categorie: locuire civilă) (Tip: Necropolă)                                              | municipiul Brăila                     | Str. Logofăt Tăutu nr. 2, 5-7, Malului nr. 29, punct Orașul Vechi |                                    |            |                                               | Încărcați imagine | Raportați eroare |
| 42691.03.01 (Cod LMI: BR-I-m-B-02049.06) | Situl arheologic de la Brăila - "cartier Brăilița" / ansamblu anonim (Categorie: locuire) (Tip: Așezare)                                                   | municipiul Brăila                     | cartier Brăilița                                                  | Gumelnița - A2                     | 1955-1975  | 45°18′43″N 27°59′03″E / 45.31194°N 27.98417°E | Încărcați imagine | Raportați eroare |
| 42691.03.02 (Cod LMI: BR-I-m-B-02049.07) | Situl arheologic de la Brăila - "cartier Brăilița" / ansamblu anonim (Categorie: locuire) (Tip: Așezare)                                                   | municipiul Brăila                     | cartier Brăilița                                                  | Boian - Giulești                   | 1955-1975  | 45°18′43″N 27°59′03″E / 45.31194°N 27.98417°E | Încărcați imagine | Raportați eroare |
| 42691.03.03 (Cod LMI: BR-I-m-B-02049.06) | Situl arheologic de la Brăila - "cartier Brăilița" / ansamblu anonim (Categorie: locuire) (Tip: Așezare)                                                   | municipiul Brăila                     | cartier Brăilița                                                  | Cernavodă III                      | 1955-1975  | 45°18′43″N 27°59′03″E / 45.31194°N 27.98417°E | Încărcați imagine | Raportați eroare |
| 42691.03.04 (Cod LMI: BR-I-m-B-02049.02) | Situl arheologic de la Brăila - "cartier Brăilița" / ansamblu anonim (Categorie: locuire) (Tip: Așezare)                                                   | municipiul Brăila                     | cartier Brăilița                                                  | geto-dacică sec. IV-II             | 1955-1975  | 45°18′43″N 27°59′03″E / 45.31194°N 27.98417°E | Încărcați imagine | Raportați eroare |
| 42691.03.05 (Cod LMI: BR-I-m-B-02049.01) | Situl arheologic de la Brăila - "cartier Brăilița" / ansamblu anonim (Categorie: locuire) (Tip: Așezare)                                                   | municipiul Brăila                     | cartier Brăilița                                                  | Dridu sec. IX - XI                 | 1955-1975  | 45°18′43″N 27°59′03″E / 45.31194°N 27.98417°E | Încărcați imagine | Raportați eroare |
| 42691.03.06 (Cod LMI: BR-I-m-B-02049.05) | Situl arheologic de la Brăila - "cartier Brăilița" / ansamblu anonim (Categorie: locuire) (Tip: Necropolă tumulară)                                        | municipiul Brăila                     | cartier Brăilița                                                  | Cernavodă II                       | 1955-1975  | 45°18′43″N 27°59′03″E / 45.31194°N 27.98417°E | Încărcați imagine | Raportați eroare |
| 42691.03.07 (Cod LMI: BR-I-m-B-02049.04) | Situl arheologic de la Brăila - "cartier Brăilița" / ansamblu anonim (Categorie: locuire) (Tip: așezare)                                                   | municipiul Brăila                     | cartier Brăilița                                                  | Noua                               | 1955-1975  | 45°18′43″N 27°59′03″E / 45.31194°N 27.98417°E | Încărcați imagine | Raportați eroare |
| 42691.03.08 (Cod LMI: BR-I-s-B-02049)    | Situl arheologic de la Brăila - "cartier Brăilița" / ansamblu anonim (Categorie: locuire) (Tip: așezare)                                                   | municipiul Brăila                     | cartier Brăilița                                                  | Babadag - I-II                     | 1955-1975  | 45°18′43″N 27°59′03″E / 45.31194°N 27.98417°E | Încărcați imagine | Raportați eroare |
| 42691.03.09 (Cod LMI: BR-I-m-B-02049.03) | Situl arheologic de la Brăila - "cartier Brăilița" / ansamblu anonim (Categorie: locuire) (Tip: Necropolă)                                                 | municipiul Brăila                     | cartier Brăilița                                                  | sec. IV - II                       | 1955-1975  | 45°18′43″N 27°59′03″E / 45.31194°N 27.98417°E | Încărcați imagine | Raportați eroare |
| 42691.03.10 (Cod LMI: BR-I-s-B-02049)    | Situl arheologic de la Brăila - "cartier Brăilița" / ansamblu anonim (Categorie: locuire) (Tip: Necropolă)                                                 | municipiul Brăila                     | cartier Brăilița                                                  | Dridu sec. IX - XI                 | 1955-1975  | 45°18′43″N 27°59′03″E / 45.31194°N 27.98417°E | Încărcați imagine | Raportați eroare |
| 42691.03.11 (Cod LMI: BR-I-s-B-02049)    | Situl arheologic de la Brăila - "cartier Brăilița" / ansamblu anonim (Categorie: locuire) (Tip: necropola)                                                 | municipiul Brăila                     | cartier Brăilița                                                  | Cernavodă III                      | 1955-1975  | 45°18′43″N 27°59′03″E / 45.31194°N 27.98417°E | Încărcați imagine | Raportați eroare |
| 42691.07.01 (Cod LMI: BR-II-m-A-02130)   | Ansamblul bisericii "Sf. Arhanghel Mihail" din Brăila / ansamblu anonim (Categorie: structură de cult/religioasă) (Tip: Mecet otoman)                      | municipiul Brăila                     | Piața Traian                                                      | sec. XVIII                         |            | 45°16′16″N 27°58′27″E / 45.27111°N 27.97417°E | Încărcați imagine | Raportați eroare |
| 42691.07.03 (Cod LMI: BR-II-m-A-02130)   | Ansamblul bisericii "Sf. Arhanghel Mihail" din Brăila / ansamblu anonim (Categorie: structură de cult/religioasă) (Tip: necropola de incinerație)          | municipiul Brăila                     | Piața Traian                                                      | 1667-1828                          |            | 45°16′16″N 27°58′27″E / 45.27111°N 27.97417°E | Încărcați imagine | Raportați eroare |
| 42691.07.05 (Cod LMI: BR-II-m-A-02130)   | Ansamblul bisericii "Sf. Arhanghel Mihail" din Brăila / ansamblu Biserica "Sf. Arhanghel Mihail" (Categorie: structură de cult/religioasă) (Tip: Biserică) | municipiul Brăila                     | Piața Traian                                                      | sec. XVII                          |            | 45°16′16″N 27°58′27″E / 45.27111°N 27.97417°E | Încărcați imagine | Raportați eroare |
| 42691.07.06 (Cod LMI: BR-II-m-A-02130)   | Ansamblul bisericii "Sf. Arhanghel Mihail" din Brăila / ansamblu Geamia sau mesdijd (Categorie: structură de cult/religioasă) (Tip: Construcție)           | municipiul Brăila                     | Piața Traian                                                      |                                    |            | 45°16′16″N 27°58′27″E / 45.27111°N 27.97417°E | Încărcați imagine | Raportați eroare |
| 42691.07.07 (Cod LMI: BR-II-m-A-02130)   | Ansamblul bisericii "Sf. Arhanghel Mihail" din Brăila / ansamblu anonim (Categorie: structură de cult/religioasă) (Tip: Minaret)                           | municipiul Brăila                     | Piața Traian                                                      | 1828-1829, sf. séc. XIX (cca.1893) |            | 45°16′16″N 27°58′27″E / 45.27111°N 27.97417°E | Încărcați imagine | Raportați eroare |
| 42691.07.08 (Cod LMI: BR-II-m-A-02130)   | Ansamblul bisericii "Sf. Arhanghel Mihail" din Brăila / ansamblu anonim (Categorie: structură de cult/religioasă) (Tip: necropola de inhumație)            | municipiul Brăila                     | Piața Traian                                                      | sec. XV                            |            | 45°16′16″N 27°58′27″E / 45.27111°N 27.97417°E | Încărcați imagine | Raportați eroare |
| 42691.11.01                              | Necropola medievală de la Brăila / ansamblu anonim (Categorie: descoperire funerară) (Tip: necropola)                                                      | municipiul Brăila                     | str. Cetății                                                      | sec. XV                            |            |                                               | Încărcați imagine | Raportați eroare |
| 42691.12.01                              | Situl arheologic de la Brăila- str. Pensionatului nr. 14 / ansamblu anonim (Categorie: locuire) (Tip: gropi menajere)                                      | municipiul Brăila                     | str. Pensionatului nr. 14, punct str. Pensionatului nr. 14        |                                    |            |                                               | Încărcați imagine | Raportați eroare |
| 42691.12.02                              | Situl arheologic de la Brăila- str. Pensionatului nr. 14 / ansamblu anonim (Categorie: locuire) (Tip: Mormânt de inhumație)                                | municipiul Brăila                     | str. Pensionatului nr. 14, punct str. Pensionatului nr. 14        | sec. XVIII                         |            |                                               | Încărcați imagine | Raportați eroare |
| 42691.13.01                              | Situl arheologic de la Brăila / ansamblu anonim (Categorie: locuire) (Tip: Locuire)                                                                        | municipiul Brăila                     | str. Rozelor nr. 5                                                | sec. XVIII-XIX                     |            | 45°16′17″N 27°58′55″E / 45.27139°N 27.98195°E | Încărcați imagine | Raportați eroare |
| 42691.13.02                              | Situl arheologic de la Brăila / ansamblu anonim (Categorie: locuire) (Tip: mormant)                                                                        | municipiul Brăila                     | str. Rozelor nr. 5                                                | sec. XVIII                         |            | 45°16′17″N 27°58′55″E / 45.27139°N 27.98195°E | Încărcați imagine | Raportați eroare |
| 42691.02.02 (Cod LMI: BR-I-m-B-02051.02) | Situl arheologic din zona fostei mitropolii a Proilaviei / ansamblu Zona fostei Mitropolii a Proilavei (Categorie: locuire) (Tip: Necropolă)               | municipiul Brăila                     |                                                                   | sec. XVI - XIX                     | 1986       | 45°16′01″N 27°58′55″E / 45.26694°N 27.98195°E | Încărcați imagine | Raportați eroare |
| 42691.02.01 (Cod LMI: BR-I-m-B-02051.01) | Situl arheologic din zona fostei mitropolii a Proilaviei / ansamblu Zona fostei Mitropolii a Proilavei (Categorie: locuire) (Tip: Așezare)                 | municipiul Brăila                     |                                                                   | sec. XVI - XIX                     | 1986       | 45°16′01″N 27°58′55″E / 45.26694°N 27.98195°E | Încărcați imagine | Raportați eroare |
| 42691.01.01 (Cod LMI: BR-I-m-B-02050.01) | Cetatea Medievală a Brăilei - cartier Biserica Veche / ansamblu Zona fostei Cetăți a Brăilei (Categorie: locuire civilă) (Tip: Cetate)                     | municipiul Brăila                     | cartier Biserica Veche                                            | sec. XI - XVI                      | 1986       | 45°16′17″N 27°58′34″E / 45.27139°N 27.97611°E | Încărcați imagine | Raportați eroare |
| 42691.01.02 (Cod LMI: BR-I-s-B-02050)    | Cetatea Medievală a Brăilei - cartier Biserica Veche / ansamblu anonim (Categorie: locuire civilă) (Tip: Cetate)                                           | municipiul Brăila                     | cartier Biserica Veche                                            |                                    | 1986       | 45°16′17″N 27°58′34″E / 45.27139°N 27.97611°E | Încărcați imagine | Raportați eroare |
| 42691.01.03 (Cod LMI: BR-I-s-B-02050)    | Cetatea Medievală a Brăilei - cartier Biserica Veche / ansamblu anonim (Categorie: locuire civilă) (Tip: Construcție)                                      | municipiul Brăila                     | cartier Biserica Veche                                            |                                    | 1986       | 45°16′17″N 27°58′34″E / 45.27139°N 27.97611°E | Încărcați imagine | Raportați eroare |
| 42691.01.04 (Cod LMI: BR-I-m-B-02050.02) | Cetatea Medievală a Brăilei - cartier Biserica Veche / ansamblu anonim (Categorie: locuire civilă) (Tip: Necropolă)                                        | municipiul Brăila                     | cartier Biserica Veche                                            | sec. XI - XVI                      | 1986       | 45°16′17″N 27°58′34″E / 45.27139°N 27.97611°E | Încărcați imagine | Raportați eroare |
| 42691.01.05 (Cod LMI: BR-I-s-B-02050)    | Cetatea Medievală a Brăilei - cartier Biserica Veche / ansamblu anonim (Categorie: locuire civilă) (Tip: necropola)                                        | municipiul Brăila                     | cartier Biserica Veche                                            | sec. XVIII                         | 1986       | 45°16′17″N 27°58′34″E / 45.27139°N 27.97611°E | Încărcați imagine | Raportați eroare |